# Euproctis montis
Euproctis montis är en fjärilsart som beskrevs av John Henry Leech 1890. Euproctis montis ingår i släktet Euproctis och familjen tofsspinnare. Inga underarter finns listade i Catalogue of Life.